# São José do Vale do Rio Preto
São José do Vale do Rio Preto is een gemeente in de Braziliaanse deelstaat Rio de Janeiro. De gemeente telt 20.574 inwoners (schatting 2009).
De gemeente grenst aan Petrópolis, Sapucaia, Sumidouro, Teresópolis en Três Rios.